# Habrotrocha appendiculata
Habrotrocha appendiculata är en hjuldjursart som beskrevs av Murray 1911. Habrotrocha appendiculata ingår i släktet Habrotrocha och familjen Habrotrochidae. Arten är reproducerande i Sverige. Inga underarter finns listade i Catalogue of Life.